# Johann Bordolo von Boreo
Johann Bordolo von Boreo o Bordolo-Abondi (Wieliczka, 29 settembre 1792 – Sibiu, 1º ottobre 1857) è stato un militare austriaco di origine italiana.
Era Feldmarschallleutnant e vicecomandante del 20º reggimento di fanteria principe Federico Guglielmo di Prussia.

## Biografia

### Origine e famiglia
La famiglia Bordolo proveniva da Brondolo in Veneto, dove compariva come famiglia nobiliare già nel Libro d'oro del 1297. Il padre di Johann, Peter (morto il 27 novembre 1827 a Wieliczka) della famiglia Abondi, si trasferì in Austria nel 1777 e servì lo stato come amministratore delle saline di Bochnia per 43 anni. Ricevette la nobilitazione personale con il predicato "von Bortenkron".
Johann Baptist sposò Hedwig Unger. La coppia ebbe due figli: Hermann (nato il 12 gennaio 1835, morto il 7 maggio 1913), dal 1º novembre 1894 Feldzeugmeister, dal 15 novembre 1908 General der Infanterie titolare, e Johann (nato il 7 settembre 1837; morto il 28 giugno 1902), Feldmarschallleutnant ad honorem dal 1º settembre 1894.

### Carriera militare

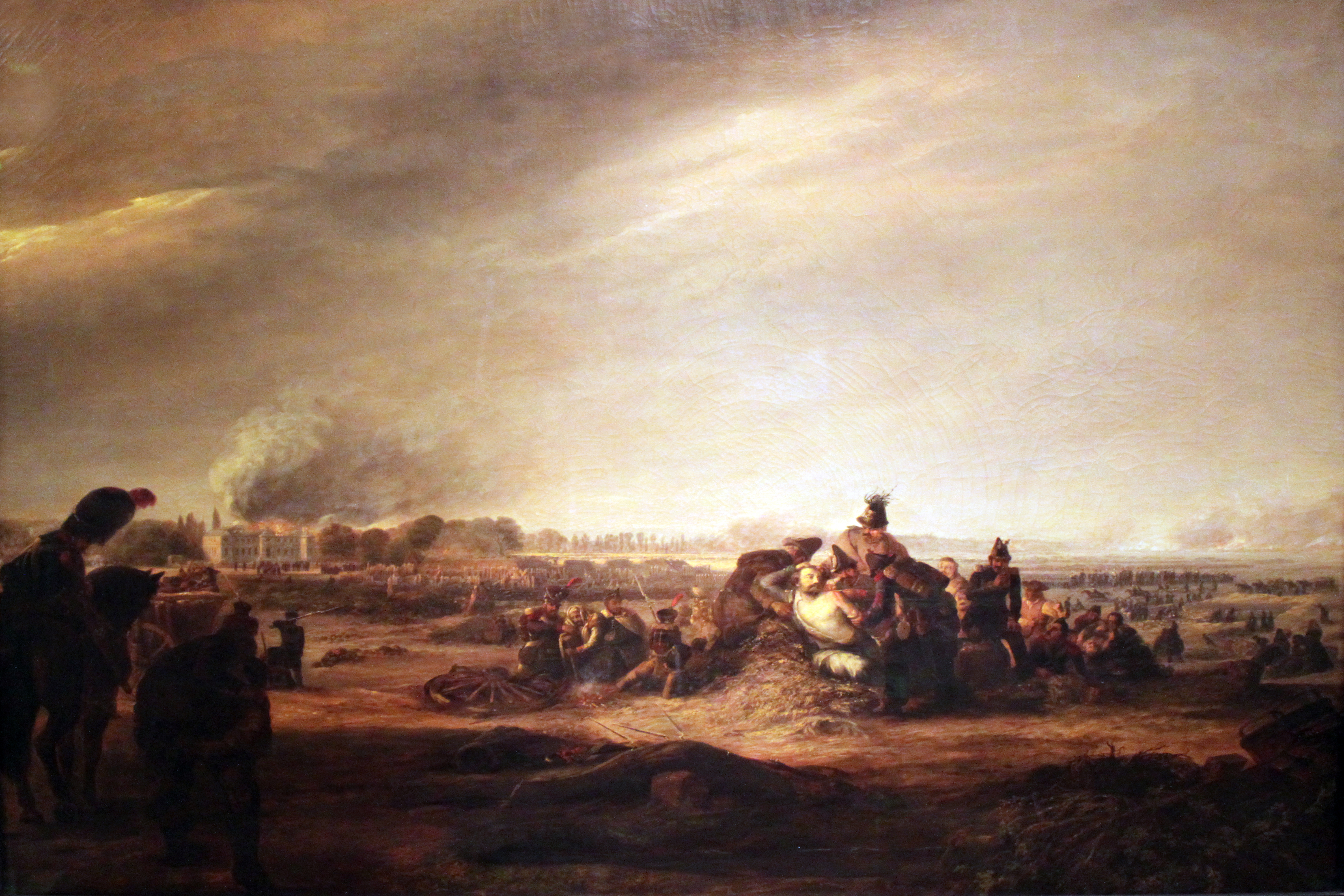
La battaglia di Dresda

Bordolo entrò a far parte del 7º reggimento ussari Reuss Köstritz come cadetto e fu poi trasferito nel 5º reggimento corazzieri Auersperg. Dopo essere diventato Unterleutnant, prese parte alla campagna del 1809 in Polonia e combatté nelle battaglie di Raszyn, Góra e Sandomierz. In servizio anche nella campagna del 1813, combatté nella battaglie di Dresda, di Kulm e di Lipsia e fu pubblicamente elogiato per il suo coraggio e il suo comportamento intrepido nel comando del Corpo dell'esercito.

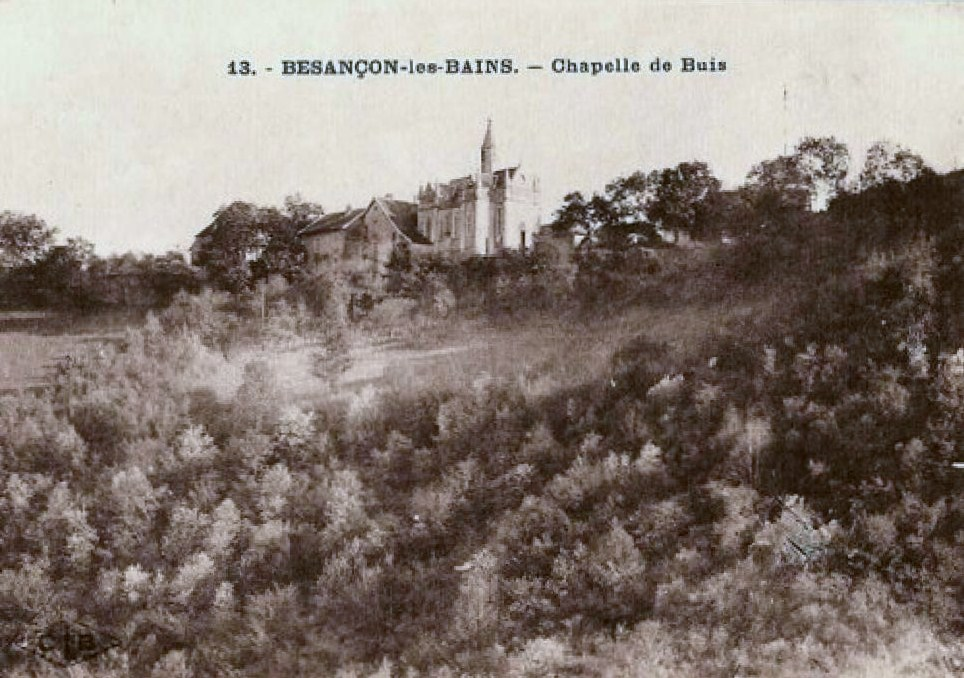
Chapellele des Buis

Dopo essersi impegnato con la stessa determinazione nella battaglia di Besançon sulla riva sinistra del Doubs il 3 marzo 1814, erano posizionato sulla collina il 30 marzo dello stesso anno a sinistra di Chapelle des Buis. Con la prima compagnia di granatieri che aveva comandato a partire dalla battaglia di Lipsia, caricò rapidamente il nemico con gli Jäger, lo colpì dall'alto, lo seguì inesorabilmente e fu il primo a penetrare sul fianco destro del nemico. Per questo atto, fu promosso Kapitänleutnant il 2 aprile 1814 dall'imperatore Francesco I. Anche nelle campagne napoletane nel 1815 e 1821 combatté con distinzione .
Bordolo era già Oberstleutnant nel 1837 e ricevette la suprema distinzione il 21 giugno 1839 e il diploma di nobiltà del 31 marzo 1841 in riconoscimento dei suoi molti anni di servizio e dell'impiego versatile con il permesso di cambiare il predicato di suo padre con il predicato di "Nobile di Boreo".
Nel 1841 fu nominato Oberst e comandante del 37º reggimento di fanteria ungherese Mariássy, incontrò  nel 1848 il granduca Michele di Russia a Leopoli, dove fu promosso Generalmajor il 29 aprile 1848.  All'inizio della rivoluzione, occupò i principali punti della città con il suo reggimento. Si oppose vigorosamente all'illegalità e ai disordini. Era responsabile dell'organizzazione originaria della Guardia Nazionale, quando si insediò il consiglio comunale, che era pericoloso per le sue tendenze, ed era anche responsabile del comando del quartier generale, riuscì a mediare attraverso la prudenza, la determinazione e il suo atteggiamento umano. A causa della sua comprovata attività ed energia fu decorato per effetto del supremo decreto del 25 febbraio 1849 con l'Ordine imperiale di Leopoldo, e poi anche con l'Ordine di San Vladimiro di IV classe. Per lo statuto dell'Ordine di Leopoldo, gli fu conferito il titolo di cavaliere il 22 dicembre 1853.

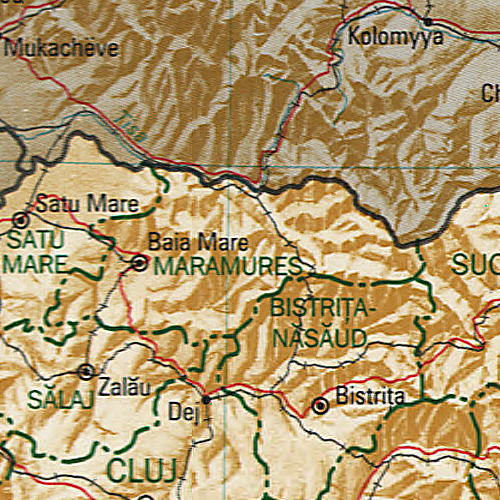
Il comitato di Máramaros.

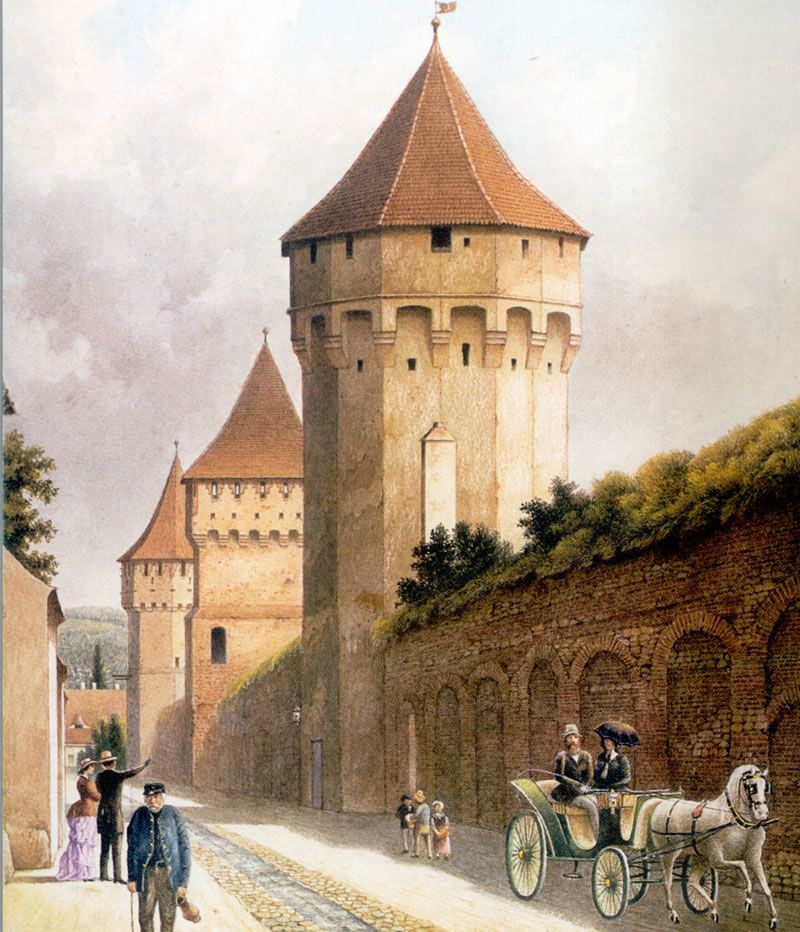
La fortezza di Sibiu

Nell'estate del 1849 il generale era comandante militare a Banská Štiavnica,  gli fu ordinato di comandare una brigata in Slovacchia, ripulì il paese dai rivoluzionari, ristabilì l'ordine nella regione di Spiš, e nei comitati di Gemer, Zemplén e Máramaros, salvò importanti beni erariali grazie all'opportunità e al tempismo dei suoi ordini, organizzò il governo e fu promosso Feldmarschallleutnant il 16 ottobre 1849, gli fu affidato il comando distrettuale di Košice e fu decorato con l'Ordine di San Stanislao di I classe.
Nel maggio del 1851, Bordolo fu nominato consigliere del governatore militare e civile della Transilvania e comandante militare di Sibiu. Nel 1853 divenne vicecomandante del 20º reggimento di fanteria di linea, nel 1854 assunse il comando delle truppe di riserva del 12º Corpo d'armata e poi funse da braccio destro del comandante del 12º Corpo d'armata, il  generale di cavalleria principe Karl zu Schwarzenberg.
Morì solo poche settimane dopo che il generale aveva celebrato il suo cinquantesimo anniversario di servizio a Sibiu. Attraverso il suo lavoro meritorio, prudente e filantropico, l'avvincente condiscendenza e l'amabilità di tutto il suo essere, in Transilvania conquistò un raro affetto e venerazione fra uomini di ogni grado e condizione.

## Arme
1841: Di rosso, al sinistrocherio, armato d'argento e bordato d'oro, tenente una sciabola d'argento con elsa d'oro. Timbrato da un elmo coronato. Cimiero: Aquila di nero impugnante una sciabola. Lambrecchini d'argento e di rosso.
1853: Come il precedente, timbrato da due elmi coronati, il primo cimato dell'aquila di nero impugnante una sciabola, il secondo cimato da un sinistrocherio nascente dalla corona.